# Godziszka (Silésie)
Pour les articles homonymes, voir Godziszka.
Godziszka est une localité polonaise de la gmina de Buczkowice, située dans le powiat de Bielsko-Biała en voïvodie de Silésie.